# Jónasdóttir
Jónasdóttir ist ein isländischer Name.

## Herkunft und Bedeutung
Der Name ist ein Patronym und bedeutet Tochter des Jónas. Die männliche Entsprechung ist Jónasson (Sohn des Jónas).

## Namensträgerinnen
- Anna Guðrún Jónasdóttir (* 1942), isländische Politikwissenschaftlerin
- Berglind Jónasdóttir (* 1996), isländische Fußballspielerin
- Herdís Anna Jónasdóttir (geboren 1983), isländische Opern- und Konzertsängerin (Sopran)
- Margrét Jónasdóttir, isländische Regisseurin